# Haruki Murakami
Haruki Murakami (村上春樹, Murakami Haruki), (Kyoto, 12. siječnja 1949.) popularni je suvremeni japanski pisac i prevoditelj.

## Životopis
Haruki Murakami rođen je u Kyotu, ali je veći dio svog odrastanja proveo u Kobeu. Njegov je otac bio budistički svećenik, a majka kćer veletrgovca iz Osake. Oboje su predavali japansku književnost.
Unatoč toj činjenici, Murakamija više interesira američka književnost, što ga i izdvaja iz glavne struje japanske književnosti.
Studirao je dramu na Sveučilištu Waseda u Tokiju, gdje se i upoznao sa svojom budućom ženom, Yoko. Njegovo prvo zaposlenje bilo je u trgovini gramofonskih ploča. Nakon završenog studija 1974. godine otvara jazz bar „Peter Cat“ u Tokiju, koji radi sve do 1982. godine. Tema mnogih njegovih romana, kao i sami naslovi povezani su s glazbom, uključujući Dance, Dance, Dance (od R&B grupe The Dells), Norveška šuma (Norwegian Wood, po pjesmi Beatlesa) i Južno od granice, zapadno od Sunca (South of the Border, West of the Sun, prvi dio naslov je pjesme Nata Kinga Colea).
Murakami je započeo s pisanjem u svojim ranim tridesetim godinama. Kako je sam rekao, gledajući bejzbol utakmicu odjednom je osjetio neobjašnjivu inspiraciju za pisanjem svog prvog romana (Hear the Wind Sing, 1979.). Nekoliko narednih mjeseci pisao je samo nekoliko sati nakon završenog radnog dana u baru,  tako da je uspijevao pisati samo kratka poglavlja. Nakon što ga je završio, roman je poslao na jedini natječaj koji je htio prihvatiti rad takve dužine i osvojio je nagradu.  
Taj prvotni uspjeh ohrabrio ga je da nastavi s pisanjem. Godinu kasnije izdaje nastavak Pinball 1973. Godine 1982. izdaje Lov na divlju ovcu (A Wild Sheep Chase). Godine 1985. objavljuje Tvrdo kuhana zemlja čudesa i kraj svijeta (Hard-Boiled Wonderland and the End of the World).
Svjetski poznat Murakami postaje objavljivanjem Norveške šume (Norwegian Wood), nostalgične priče o gubitku i seksualnosti. Milijun kopija prodano je u Japanu. Među mladim Japancima Murakami je postao superzvijezda. Knjiga je tiskana u dva dijela, koja su prodavana zajedno. Jedna je imala zeleni, a druga crveni ovitak. Najzagriženiji obožavatelji izražavali su svoju naklonost jednom od dijelova noseći odjeću zelene, odnosno crvene boje. Godine 1986. Murakami napušta Japan, putuje Europom i nastanjuje se u SAD-u.
Predaje, između ostalog, na Sveučilištu u Princetonu. Baš u to vrijeme i nastaju romani Dance, Dance, Dance i Južno od granice, zapadno od sunca (South of the Border, West of the Sun).
Kratke su priče važan dio Murakamijevog opusa. Priče napisane u periodu između 1983. i 1990. godine objavljene su pod naslovom Slon nestaje (The Elephant Vanishes). Poslije potresa (After the Quake) također je zbirka priča. 
F. Scott Fitzgerald, Raymond Carver, Truman Capote, John Irving, Paul Theroux, samo su neki od autora čija je djela Murakami prevodio.